# Nghi Xương
Nghi Xương (tiếng Trung: 宜昌市, bính âm: Yíchāng Shì, âm Hán-Việt: Nghi Xương thị) là địa cấp thị lớn thứ hai tại tỉnh Hồ Bắc, Trung Quốc.
Nghi Xương nằm ở phía tây tỉnh Hồ Bắc, chắn cửa phía đông của đập Tam Hiệp. Tên gọi trước đây là Di Lăng.

## Phân chia hành chính
Địa cấp thị Nghi Xương chia ra thành 5 quận nội thành (khu), 3 thành phố cấp huyện, 3 huyện và 2 huyện tự trị.
- Quận:
  - Tây Lăng (西陵)
  - Ngũ Gia Cương (伍家岗)
  - Điểm Quân khu (点军)
  - Khiêu Đình khu (猇亭)
  - Di Lăng khu (夷陵)
- Thành phố cấp huyện
  - Chi Giang (枝江)
  - Nghi Đô (宜都)
  - Đương Dương (当阳)
- Huyện
  - Viễn An (远安)
  - Hưng Sơn (兴山)
  - Tỉ Quy (秭归)
- Huyện tự trị
  - Huyện tự trị người Thổ Gia Trường Dương (长阳土家族自治县)
  - Huyện tự trị người Thổ Gia Ngũ Phong (五峰土家族自治县)